# Сонер Генюл
Сонер Генюл (тур. Soner Gönül, нар. 11 червня 1997, Гіресун) — турецький футболіст, лівий захисник клубу «Самсунспор».

## Ігрова кар'єра
Народився 11 червня 1997 року в місті Гіресун. Розпочав займатись футболом в молодіжній команді «Гіресунспора» з рідного міста, а 2013 року перейшов до академії «Галатасарая». У 2017 році був відданий в оренду на рік до «Ербааспора», де дебютував на дорослому рівні у Третій лізі, четвертому дивізіоні чемпіонату Туреччини, взявши участь у 30 матчах чемпіонату.
Своєю грою за цю команду привернув увагу представників тренерського штабу клубу «Башкент Академі» з третього дивізіону країни, до складу якого приєднався 2018 року. Відіграв за цю команду наступний сезон своєї ігрової кар'єри. Граючи у складі цього клубу також здебільшого виходив на поле в основному складі команди.
24 липня 2019 року уклав контракт з клубом «Кечіоренгюджю», у складі якого провів наступні два роки своєї кар'єри гравця у другому дивізіоні країни. Тренерським штабом нового клубу також розглядався як гравець «основи».
2021 року Генюл перейшов у іншу команду другого дивізіону, «Самсунспор», з якою у сезоні 2022/23 виграв Першу літу та вийшов до еліти. Станом на 25 травня 2025 року відіграв за команду із Самсуна 107 матчів в національному чемпіонаті.